# Amblycerus sosia
Amblycerus sosia is een keversoort uit de familie bladkevers (Chrysomelidae). De wetenschappelijke naam van de soort werd in 1992 gepubliceerd door Ribeiro-Costa & Kingsolver.